# أندرو كنيغهام
أندرو كنيغهام (كونت كنيغهامي هاندهوڤ الأول) (بالإنجليزية: Andrew Cunningham, 1st Viscount Cunningham of Hyndhope) (و. 1883 – 1963 م) هو سياسي، وضابط بحري بريطاني، ولد في دبلن، بدأ مشواره المهني سنة 1897، ويحمل رتبة عسكرية أدميرال، وأميرال الأسطول ‏، توفي في لندن، عن عمر يناهز 80 عاماً.

## مناصب
تولى منصب
- رئيس أركان البحرية 15 أكتوبر 1943–24 مايو 1946
- عضو مجلس اللوردات  [لغات أخرى]‏

.

## التعليم
تعلم في أكاديمية أدنبرة، وتعلم في الكلية البحرية الملكية لبريطانيا ‏، وتعلم في Stubbington House School ‏
.

## الخدمة العسكرية
خدم في البحرية الملكية البريطانية.

## جوائز
حصل على جوائز منها:
- وسام الشوك [الإنجليزية]‏ في 1 يناير 1945[10]
- الصليب الأعظم لنيشان رهبانية الحمام من رتبة فارس
- نيشان الاستحقاق
- الوشاح الأعظم لنيشان الافتخار ‏
- نيشان الخدمة المتميزة  [لغات أخرى]‏
- ميدالية البحرية للخدمة المميزة  [لغات أخرى]‏
- ميدالية الخدمة المتميزة  [لغات أخرى]‏
- ميدالية الحملة الأوروبية الأفريقية الشرق أوسطية  [لغات أخرى]‏
- صليب الفارس الأعظم لنيشان أسد هولندا
- Médaille militaire [الإنجليزية]‏
- صليب الحرب 1939-1945 (فرنسا)
- الوسام العلوي من رتبة ضابط أكبر
- نيشان الاستحقاق من رتبة قائد عام  [لغات أخرى]‏
- نيشان الافتخار
- Grand Cross of the Order of George I ‏
- وسام جوقة الشرف من رتبة قائد
- Medal of Military Merit 1st class ‏
- نيشان السحابة والراية